# Ферари Чалъндж
Ферари Чалъндж (на английски: Ferrari Challenge) e едномарков пистов шампионат с автомобили Ферари, официално подкрепян и създаден през 1993 г. по инициатива на италианската компания. Има три различни серии – в Европа, Италия и САЩ. По време на всеки състезателен уикенд се провеждат по две състезания. В края на всеки сезон най-добрите пилоти от всяка серия участват в т.нар. Световни финали, които включват и шоу на пилотите на Скудерия Ферари от Формула 1. Европейските и италианските серии са разделени на два класа – Трофео Пирели за професионални пилоти и Копа Шел за аматьори. От 2007 г. в европейските серии в клас Копа Шел участва и българинът Пламен Кралев.

## Автомобили
Пилотите се състезават с еднакви автомобили. От 2006 г. това е моделът Ферари F430. В първия сезон през 1993 г. автомобилите са Ферари 348. Година по-късно са заменени от Ферари F355. През 2000 г. наред с F355 стартира и Ферари 360. Моделът 360 преустановява участието си през 2007 г.

## История
От 2001 г. шампионатът се провежда в пет серии: Западна Европа, Южна Европа, Централна Европа, Япония и САЩ. Година по-късно форматът е сменен и сериите са намалени до настоящите три.

## Състезателен уикенд
Състезателният уикенд започва с деветдесетминутен свободен тест в петък. Следва официална тренировка, която трае един час. В събота се провеждат двете квалификации за място, а в края на деня и първото от двете състезания. В неделя се провежда и второто състезание.
В рамките на уикенда се състоят и други състезания, като Ферари Хисторик Чалъндж – състезание с ретро автомобили Ферари и Мазерати, F1 Клиенти – състезание за аматьори и полупрофесионалисти с болиди Ферари от Формула 1 и демонстративни състезания за клиенти с модели Ферари FXX.

## Галерия
- Ферари 360
- F430
- Кокпитът на F430
- Двигателят на F430
- F430
- F430
- F430
- F430